# 披针叶青藤
披针叶青藤（学名：Illigera khasiana）为莲叶桐科青藤属下的一个种。